# Trumpler 2
Trumpler 2 (abgekürzt Tr 2) ist ein offener Sternhaufen im Sternbild Perseus in rund 2000 Lichtjahren Entfernung zur Erde. Er hat eine Helligkeit von 5,9 mag, einen Durchmesser von 20 Bogenminuten und umfasst nach neueren Untersuchungen etwa 150 Sterne, wobei der hellste unter ihnen 7,4 mag erreicht. Trumpler 2 liegt von der Erde aus gesehen 1,9° westlich des Sternes η Persei.